# Stortvloed

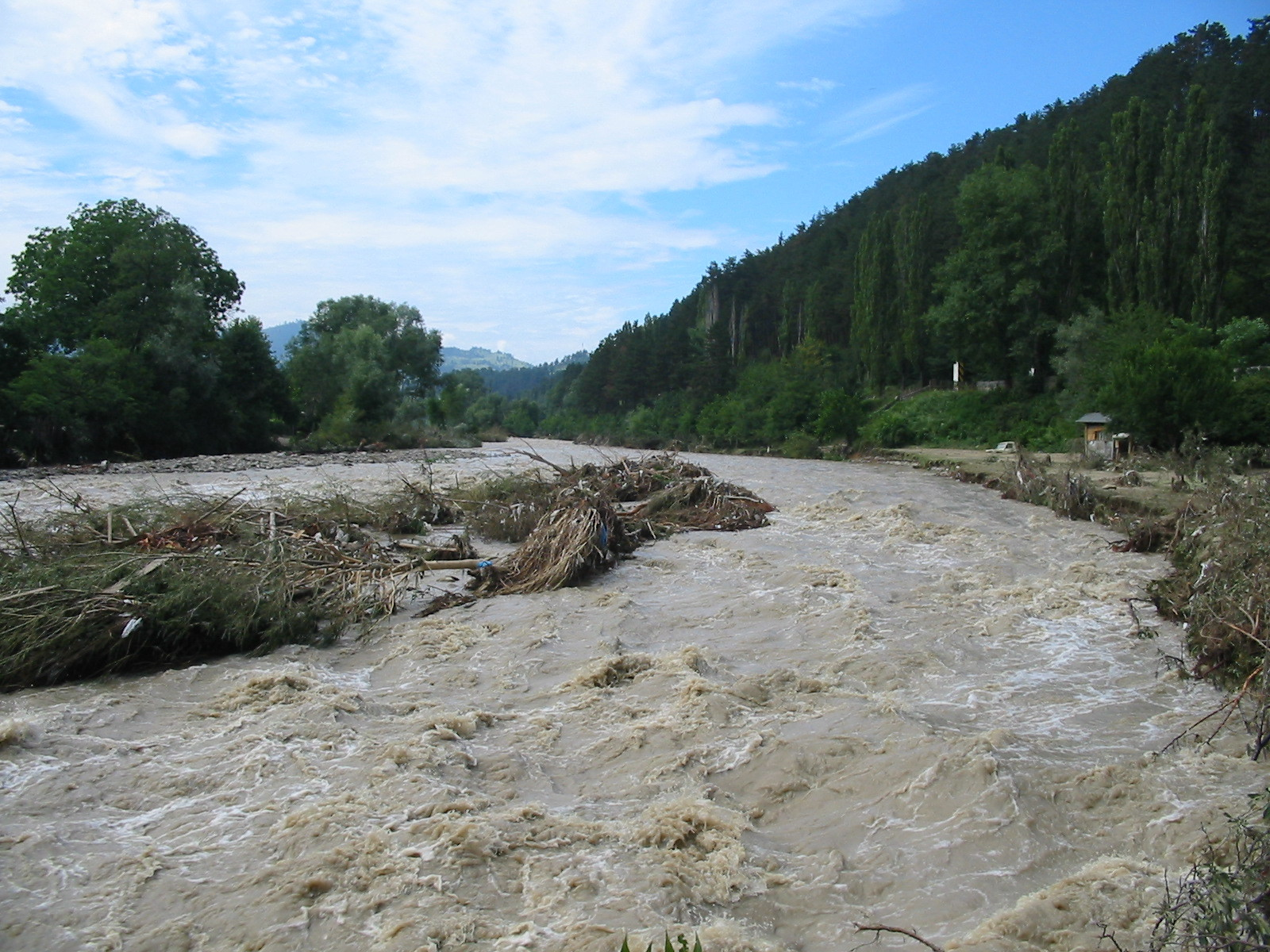
Stortvloed verandert een rustige rivier in een kolkende massa

Een stortvloed is een (tijdelijke) situatie waarbij laaggelegen gebieden overstromen. In het historische Nederlandse taalgebruik wordt in relatie tot de stortvloeden in Indonesië (Nederlands-Indië) ook wel het Indonesische woord ban(d)jir gebruikt.

## Oorzaken
In berggebieden kan het, mede onder invloed van het reliëf, flink regenen. Wanneer lucht tegen de hellingen stroomt, bijvoorbeeld door een luchtstroming tegen de Alpen of Pyreneeën, wordt deze gedwongen te stijgen. De lucht koelt af waardoor boven de berg wolken ontstaan, die uitgroeien en aanleiding geven tot zware buien. In de bergen blijft een buiencomplex vaak lang hangen, waardoor enorme hoeveelheden water worden achterlaten. In enkele uren kunnen honderden millimeters regen vallen. Het gesteente neemt dit water niet op, waardoor het langs de rotsen naar beneden stroomt.
Rivieren kunnen het plotseling toestromende water niet verwerken, waardoor enorme wateroverlast ontstaat. Catastrofaal zijn de modderstromen die zich met snelheden van tientallen kilometers per uur een weg banen. Oorzaak is het oververzadigd raken van de (kleihoudende) bodem door regen of smeltwater, waardoor deze onder bepaalde omstandigheden gaat vloeien.
Ook op een rotsplateau of een hoogvlakte kunnen stortvloeden ontstaan. Als de bodem niet of onvoldoende in staat is om (regen)water op te nemen, stroomt het water langs de grond naar lager gelegen gebieden. Er ontstaan stroompjes die samenvloeien en uiteindelijk watermassa's kunnen vormen die alles wat in hun weg staat, meesleuren of verwoesten – soms op tientallen kilometers van de plaats waar de regen gevallen is.
Lang niet alle stortvloeden worden veroorzaakt door zware regen. Zo'n ramp kan zich ook voordoen als een stuwdam doorbreekt en een watergolf met geweld rivierafzettingen meeneemt, of wanneer door een vulkaanuitbarsting veel smeltwater uit de gletsjers bij de top van hoge vulkanen vrijkomt.

## Voorbeelden modderstromen
In 1993 werd Brig in Zwitserland getroffen en op 15 augustus 1998 was er een modderstroom bij Fortezza in het Italiaanse deel van Zuid-Tirol, waarbij de autosnelweg over de Brenner over 90 meter onder puin en modder werd bedolven. Eerder dat jaar, in mei 1998 deed zich een catastrofale modderstroom voor in Italië: in de omgeving van Sarno bij Napels vielen honderden doden. Op 9 september 2000 werd een camping in Zuidoost-Italië getroffen waarbij twaalf doden vielen en op 14 en 15 oktober werden plaatsen in Zwitserland en Noord-Italië getroffen door modderstromen, die aan zeker twintig mensen het leven kostten. De laatste decennia is op de hellingen veel begroeiing, zoals bomen verdwenen. Bomen kunnen regenwater verdampen voor het de grond bereikt, houden ook water vast en verankeren met hun wortels de grond. De huizen die ervoor in de plaats kwamen, geven al het aanstromende water meteen af aan de omgeving, terwijl de wegen de nieuwe verzamelplaatsen zijn voor het water dat van de bergen afkomt. Op enkele plaatsen stroomt al het verzamelde water naar beneden maar dan als dunne modder die een alles verzwelgende baggerstroom veroorzaakt.
In het Zwitserse kanton Wallis, dat op 14 en 15 oktober 2000 werd getroffen door modderstromen, speelt ook de ronding van de Wallisser en Berner Alpen een rol bij het ontstaan van de lawines. Boven de 2000 meter zijn geen bomen die de grond in bedwang houden. "De lawine neemt een aanloopje boven de boomgrens en raast dan richting het dal, liefst door een rivierbedding of dwars door het bos waarbij alle bomen worden meegenomen. Het dorpje Gondo, dat het zwaarst is getroffen, ligt in de Gondoschlucht, een canyon met aan weerszijden steile rotswanden zonder begroeiing. De inwoners waren vooral bezorgd over het kolkende rivierwater, dat er een modderlawine naar beneden zou kunnen komen had niemand verwacht."
Een heel ander type modderstroom ontstond in mei 2006 in de Indonesische plaats Sidoarjo. Hier begon modder te stromen uit een 3000 meter diep boorgat. De modder stroomt heden ten dage nog steeds naar buiten en er zijn al duizenden mensen geëvacueerd en vele dorpen ondergelopen.